# Elektrisk resistivitet

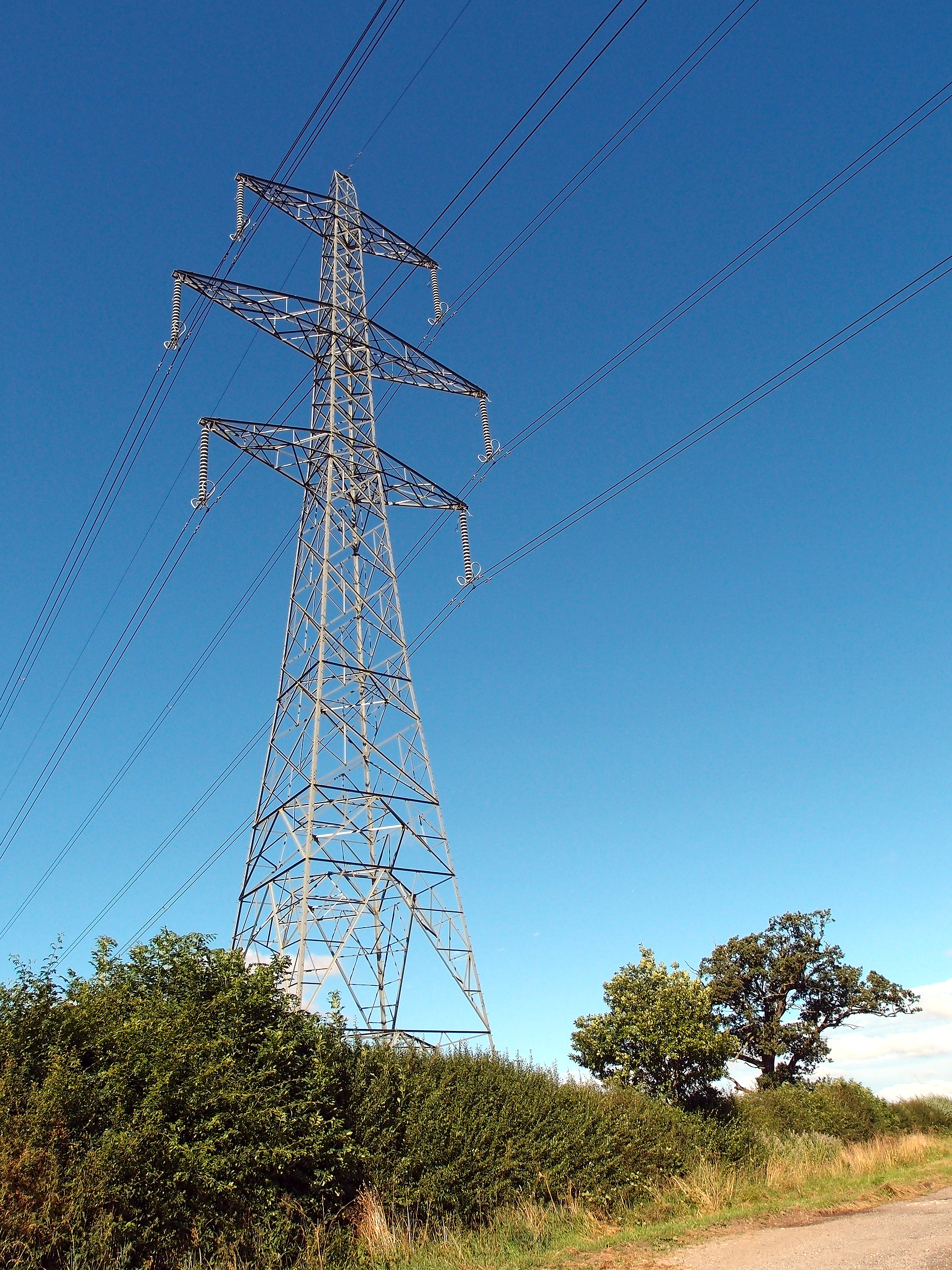
Överföring av elektrisk energi kräver ledningar med låg resistivitet

Elektrisk resistivitet (även enbart resistivitet, eller specifikt motstånd) är en elektrisk materialegenskap. Elektriska ledare med hög ledningsförmåga har låg resistivitet och elektriska isolatorer har hög resistivitet. Resistivitet brukar betecknas med den grekiska bokstaven ρ (rho) och är multiplikativ invers till konduktivitet.
Sambandet mellan en tråds resistans R och materialets resistivitet ρ ges av
{\displaystyle R=\ {\frac {\rho L}{A}}}
där A är dess tvärsnittsarea i m2 och L dess längd i meter. Resistiviten ρ har SI-enheten Ωm (ohm·meter). 
Resistiviteten förorsakas bland annat av att elektronerna i ett material kolliderar med atomer som inte sitter på rätt plats i kristallgittret. Vid högre temperaturer vibrerar atomerna mer intensivt och därmed ökar i metaller resistiviteten. RRR (Relative Resistivity Ratio) är ett mått på metallens renhet och definieras av kvoten mellan resistivitet vid 290 kelvin och resistiviteten vid 4,2 kelvin.
Det finns även ämnen som uppvisar minskande resistivitet vid ökande temperatur (negativ temperaturkoefficient). Detta inträffar i halvledare, där antalet ledningselektroner ökar med högre temperatur. Även i vattenbaserad elektrolyt minskar resistiviteten vid ökande temperatur såvida inte det kemiska jämviktsläget ändrar på deltagande joners koncentration.

## Orsaker till resistivitet

Elektroner accelereras av ett elektriskt fält och diffunderar genom ett atomgitter och överför energi från det elektriska fältet till gittrets atomer och joner genom kollisioner. Elektronernas drifthastighet är starkt överdriven för tydlighetens skull. Elektronernas drifthastighet i fältriktningen är av storleken millimeter per sekund medan elektronernas egen hastighet är av storleken miljoner meter per sekund.

### Resistivitet i metaller
En metall består av ett gitter av atomer, var och en med ett skal av elektroner. De yttre elektronerna kan frigöra sig från sina atomer och färdas genom gittret, varigenom det skapas en ”gas” av elektroner vilken gör metallen elektriskt ledande. När en elektrisk potential ansluts över metallen kommer elektronerna att diffundera (förflytta sig under kollisioner och riktningsändringar) mot den positiva polen under inflytande av det elektriska fältet. 
För en metall är den termiska rörelsen hos joner den primära källan för spridning av fria elektroner genom kollisioner med dessa och således den primära orsaken till metallers resistivitet. Imperfektioner i kristallen ger också ett bidrag till resistiviteten men dessas bidrag är försumbara för rena metaller. 

### Resistivitet i halvledare och isolatorer
För metaller ligger ferminivån i ledningsbandet vilket ger upphov till fria laddningsbärare i form av elektroner. För halvledare däremot ligger ferminivån ungefär halvvägs mellan ledningsbandets minimum och valensbandets maximum för rena (odopade) halvledare. Detta betyder att vid 0 kelvin finns inga fria laddningsbärare och resistiviteten är oändlig. Resistiviteten kommer att minska i takt med att laddningsbärartätheten ökar i ledningsbandet med stigande temperatur. 
I dopade halvledare kommer dopningsämnenas atomer att öka antalet majoritetsbärare genom att donera elektroner till ledningsbandet eller genom att acceptera hål i valensbandet (genom att avge elektroner). För både donator- och acceptoratomer kommer en ökande dopningsgrad att leda till en minskning av resistiviteten. Höggradigt dopade halvledare beter sig nästan som metaller. 
Vid mycket höga temperaturer kommer termiskt genererade laddningsbärare att dominera över bidragen från dopningsämnena och resistiviteten kommer att minska exponentiellt med ökande temperatur.

## Resistivitet för utvalda material
| Material                               | Resistivitet (Ωm) | Temperaturkoefficient (10-3K-1) |
| -------------------------------------- | ----------------- | ------------------------------- |
| Silver                                 | 1,59 × 10-8       | 4,10                            |
| Koppar                                 | 1,67 × 10-8       | 4,33                            |
| Guld                                   | 2,35 × 10-8       | 3,98                            |
| Aluminium                              | 2,65 × 10-8       | 4,29                            |
| Zink                                   | 5,92 × 10-8       | 4,2                             |
| Nickel                                 | 6,84 × 10-8       | 6,75                            |
| Järn                                   | 9,7 × 10-8        | 6,57                            |
| Tenn                                   | 1,01 × 10-7       | 4,63                            |
| Stål                                   | 1,6 × 10-7        | 3,3                             |
| Bly                                    | 2,06 × 10-7       | 4,22                            |
| Konstantan                             | 4,9 × 10-7        | 0,008                           |
| Manganin                               | 4,82 × 10-7       | 0,003                           |
| Chromel A                              | 6,5 × 10-7        |                                 |
| Rostfritt stål304, Rostfritt stål 18/8 | 7,2 × 10-7        |                                 |
| Kvicksilver                            | 9,84 × 10-7       | 0,99                            |
| Nikrom                                 | 1,5 × 10-6        | 4,63                            |
| Kol (grafit)                           | 1,3 × 10-5        | –                               |
| Vatten (avjoniserat)                   | 5 × 108           | –                               |
| Glas                                   | 5 × 1011          | –                               |
| Gummi                                  | 5 × 1013          | –                               |
| Svavel                                 | 2 × 1015          | –                               |
| Plexiglas                              | 1019              | –                               |

Tabellen är sorterad efter ökande resistivitet. Av grundämnena har silver den lägsta resistiviteten och svavel den högsta. Gäller vid 300 kelvin.